# Rodrigo José Lima dos Santos
Rodrigo José Lima dos Santos (* 11. August 1983 in Monte Alegre, Pará), bekannt als Lima, ist ein ehemaliger brasilianischer Fußballspieler, zuletzt in Diensten von Al-Ahli in den Vereinigten Arabischen Emiraten.

## Karriere
Der 1,80 Meter große und 78 kg schwere Lima spielte für neun verschiedene Klubs in Brasilien. In der 38. Saison des Campeonato Brasileiro de Futebol 2008 erzielte er für den FC Santos kein Tor und wechselte daraufhin, nachdem sich ein Wechsel in die Ukraine zu Metalist Charkiw zerschlagen hatte, nach Portugal zu Belenenses Lissabon. Hier traf er regelmäßig, verpasste jedoch den angestrebten Klassenerhalt in der Liga Sagres in der Relegation.
Er schloss sich sodann Sporting Braga an, einem Verein, bei dem viele Landsleute von ihm spielen, und unterschrieb einen Dreijahresvertrag. Am 24. August 2010 erzielte er als Einwechselspieler einen Hattrick im UEFA-Champions-League-Spiel in der zweiten Halbzeit der dritten Qualifikationsrunde gegen den FC Sevilla, was zu einem 4:3-Auswärtserfolg (gesamt: 5:3) führte. 
In der UEFA Europa League verlor Lima 2011 mit seinem Verein das Finale gegen den FC Porto mit 0:1.
Zur Saison 2012/13 wechselte Lima für 4,5 Millionen Euro zum portugiesischen Rekordmeister Benfica Lissabon und unterschrieb einen Vertrag für vier Jahre.
Mit Benfica erreichte er 2013 und 2014 das Europa-League-Finale. Darüber hinaus wurde er in den Saisons 2013/2014 und 2014/2015 portugiesischer Meister.